# Dominique Walter (chanteur et humoriste)
Pour les articles homonymes, voir Dominique Walter et Walter.
Dominique Walter, né le 16 juin 1956 à Lyon  est un chanteur humoriste français.

## Biographie
Après avoir commencé le métier par les bals populaires avec l'accordéoniste Alberto Garzia, Dominique Walter a notamment réadapté une chanson nostalgique le coton  sur « La crise de l’Industrie textile dans les Vosges », écrite sur la musique les corons de Pierre Bachelet 
En 1984, il compose la chanson : Les Vosges. Elle sera mise en image en 1998 par Jacques Cuny, cinéaste.
La chanson Les Vosgiennes est une parodie de la chanson La Montagne de Jean Ferrat.
L’amitié que Dominique Walter partage avec le célèbre humoriste conteur vosgien Claude Vanony, lui a donné envie de lui écrire une chanson relatant son parcours, ses personnages attachants, et ses sketchs délirants. Ce grand humoriste a adhéré complètement et participé à l’enregistrement de "Comment Va nony?"   
Claude Vanony invite régulièrement Dominique Walter à ses spectacles, depuis 2009, interprétant ses chansons dans les plus grandes salles de Lorraine et plus largement, du grand quart Nord-Est de la France. Ils sont devenus complices pour le plus grand plaisir du public. 
Consécration : Grâce à Claude Vanony, Dominique Walter participera à 2 Olympia (Paris) en 2012 et 2015.

## Discographie et vidéographie
1998 CD Les Vosges
DVD Les Vosges en musiques et lumières Réalisation de Jacques Cuny
2000 CD Chanteur Vosgien
DVD Chanteur Vosgien
2001 CD Récital
2002 CD Chansons d’amour
2004 CD À ciel ouvert
DVD Mes plus belles chansons sur les Hautes Vosges
2006 CD Que c’te broye don ?
2007 CD Les Vosgiennes. Enregistré en public à Entre-deux-Eaux
DVD Les Vosgiennes en public
2008 CD Toutes mes chansons sur les Hautes Vosges  Compilation avec la participation à l’harmonica de l'humoriste et conteur vosgien Claude Vanony.
2009 CD  Y’a mon ch’val qui m’dit
2010 Création d'une chaine YouTube contenant les clips officiels des chansons et des différentes œuvres musicales de Dominique Walter.
2014 CD " La chanson des Amis
2015 CD et DVD "Claude Vanony et Dominique Walter à Paris"
2018 Clé USB "40 ans de chansons" contenant 34 chansons et 14 clips.